# Schwetzinger und Hockenheimer Hardt
Schwetzinger und Hockenheimer Hardt este o arie protejată (sit de importanță comunitară — SCI, arie de protecție specială avifaunistică — SPA) din Germania întinsă pe o suprafață de 1.436,22 ha, integral pe uscat.

## Localizare
Centrul sitului Schwetzinger und Hockenheimer Hardt este situat la coordonatele 49°19′19″N 8°36′07″E / 49.3219°N 8.6019°E.

## Înființare
Situl Schwetzinger und Hockenheimer Hardt a fost declarat arie de protecție specială avifaunistică în noiembrie 2007 pentru a proteja 10 specii de animale. Situl a fost protejat și ca sit de importanță comunitară în noiembrie 2007.

## Biodiversitate
Situată în ecoregiunea continentală, aria protejată nu include niciun habitat protejat.
La baza desemnării sitului se află mai multe specii protejate de  păsări (10): caprimulg (Caprimulgus europaeus), porumbel de scorbură (Columba oenas), ciocănitoarea de stejar (Dendrocopos medius), ciocănitoare neagră (Dryocopus martius), șoimul rândunelelor (Falco subbuteo), capîntortură (Jynx torquilla), sfrâncioc roșiatic (Lanius collurio), ciocârlie de pădure (Lullula arborea), viespar (Pernis apivorus), ciocănitoare verzuie (Picus canus).